# Chu Tam Thức
Chu Tam Thức (1932-?) là tiến sĩ kinh tế, Bộ trưởng Tài chính Việt Nam, Ủy viên Dự khuyết Ban Chấp hành Trung ương Đảng khóa V.
Ông sinh năm 1932 quê ở làng Phù Lưu, phường Đông Ngàn, thành phố Từ Sơn, tỉnh Bắc Ninh nơi có truyền thống hiếu học.. Ông còn có tên khác là Phạm Long.
Năm 1952 ông công tác tại Bộ Tài chính đóng tại An toàn khu Tuyên Quang.
Sau đó ông được cử đi học nghiên cứu sinh Phó Tiến sĩ kinh tế tại Liên Xô.
Năm 1982 ông được bầu làm Ủy viên Dự khuyết Ban Chấp hành Trung ương Đảng khóa V, được bổ nhiệm giữ chức Bộ trưởng Bộ Tài chính (23-4-1982 đến 21-6-1986, thay cho Hoàng Anh, được thay bởi Vũ Tuân).

Sau đó ông vẫn tiếp tục công tác trong ngành Tài chính với cương vị Thứ trưởng  cho đến khi nghỉ hưu.
Năm 2009 ông được Nhà nước truy tặng Huân chương Độc lập hạng Nhất.